# Four de blanc
Pour les articles homonymes, voir Four (homonymie).

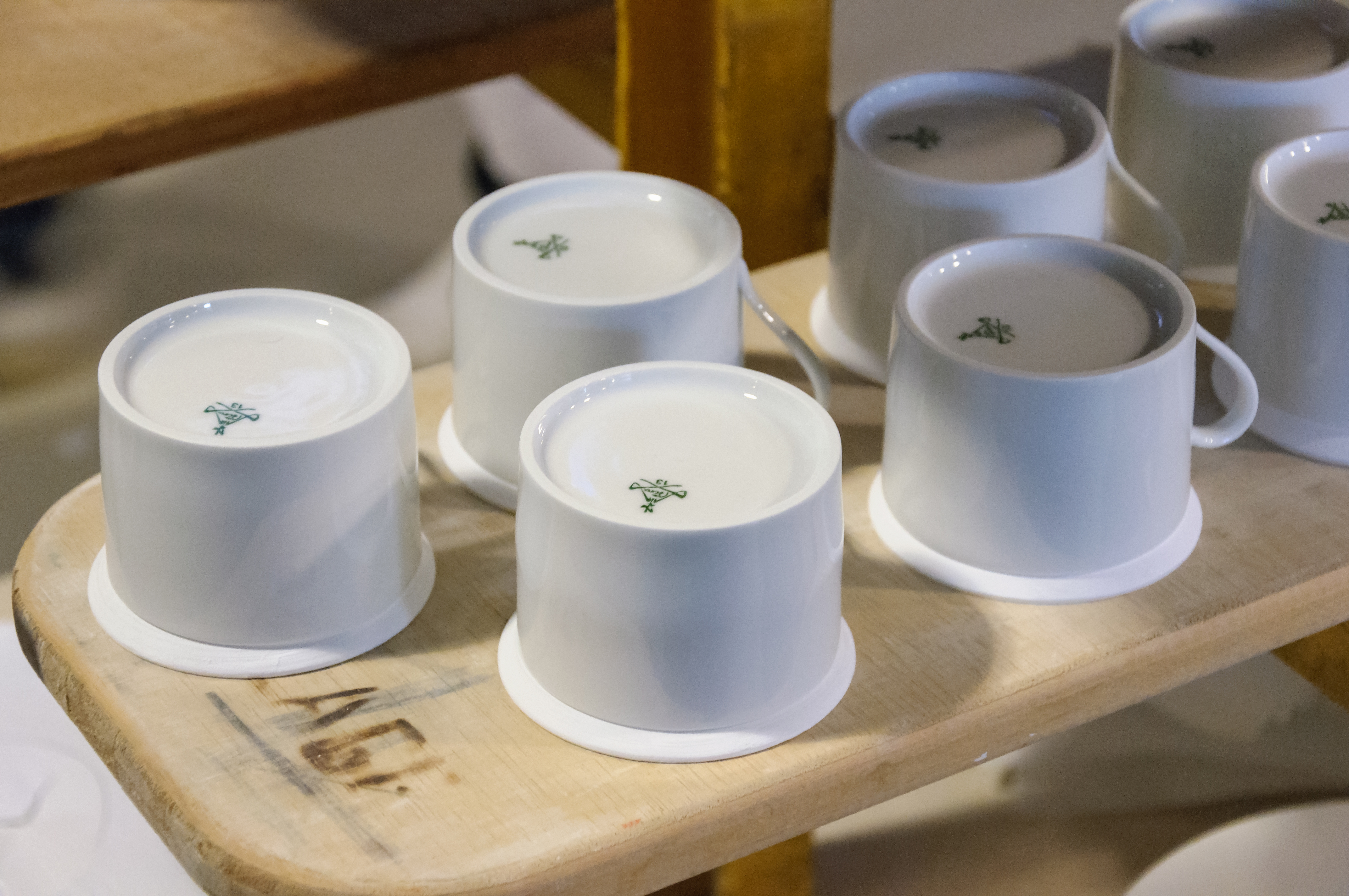
Tasses sorties du four de blanc à la Manufacture de Sèvres.

Le four de blanc est la cuisson de la couverte incolore de la porcelaine à haute température de 1 280 à 1 380 °C, dans une atmosphère réductrice. Le terme blanc fait référence à la couleur blanche des pièces produites.